# فیلیپ ابرله
فیلیپ ابرله (انگلیسی: Philippe Heberlé؛ زادهٔ ۲۱ مارس ۱۹۶۳) تیرانداز اهل فرانسه است.